# Broken Ways
Broken Ways é um filme mudo de 1913, do gênero western em curta-metragem estadunidense, dirigido pelo cineasta D. W. Griffith, estrelado por Henry B. Walthall e Blanche Sweet.

## Elenco
- Henry B. Walthall
- Blanche Sweet
- Harry Carey
- Charles Gorman
- Frank Opperman
- Joseph McDermott
- Gertrude Bambrick
- William A. Carroll
- Edward Dillon
- Dorothy Gish
- Robert Harron
- Adolph Lestina
- Mae Marsh
- Walter Miller
- Alfred Paget